# Circonscription de Habiru
La circonscription de Habiru est une des 135 circonscriptions législatives de l'État fédéré Amhara, elle se situe dans la Zone Nord Wollo. Son représentant actuel est Assefat Sisay Teshome.